# Кароль Подчашинський
Кароль Подчашинський (пол. Karol Podczaszyński, лит. Karolis Podčašinskis; 7 листопада 1790, Жирмуни Лідського повіту, нині Білорусь — 19 квітня 1860, Вільно) — архітектор, представник класицизму, професор Віленського університету.

## Біографія
Народився в 1790 році, його батьком був Ян Подчашинський — теоретик архітектури. Вищу освіту Кароль здобув у Віленському університеті (1813). Також навчався у Санкт-Петербурзі в Академії мистецтв (1814-1816) та в Парижі (1817-1819).
У 1819-1832 роках — професор та завідувач кафедрою архітектури Віленського університету.
Помер у 1860 році у Вільно, похований на місцевому кладовищі Расу. Могила не збереглася.

## Творчість

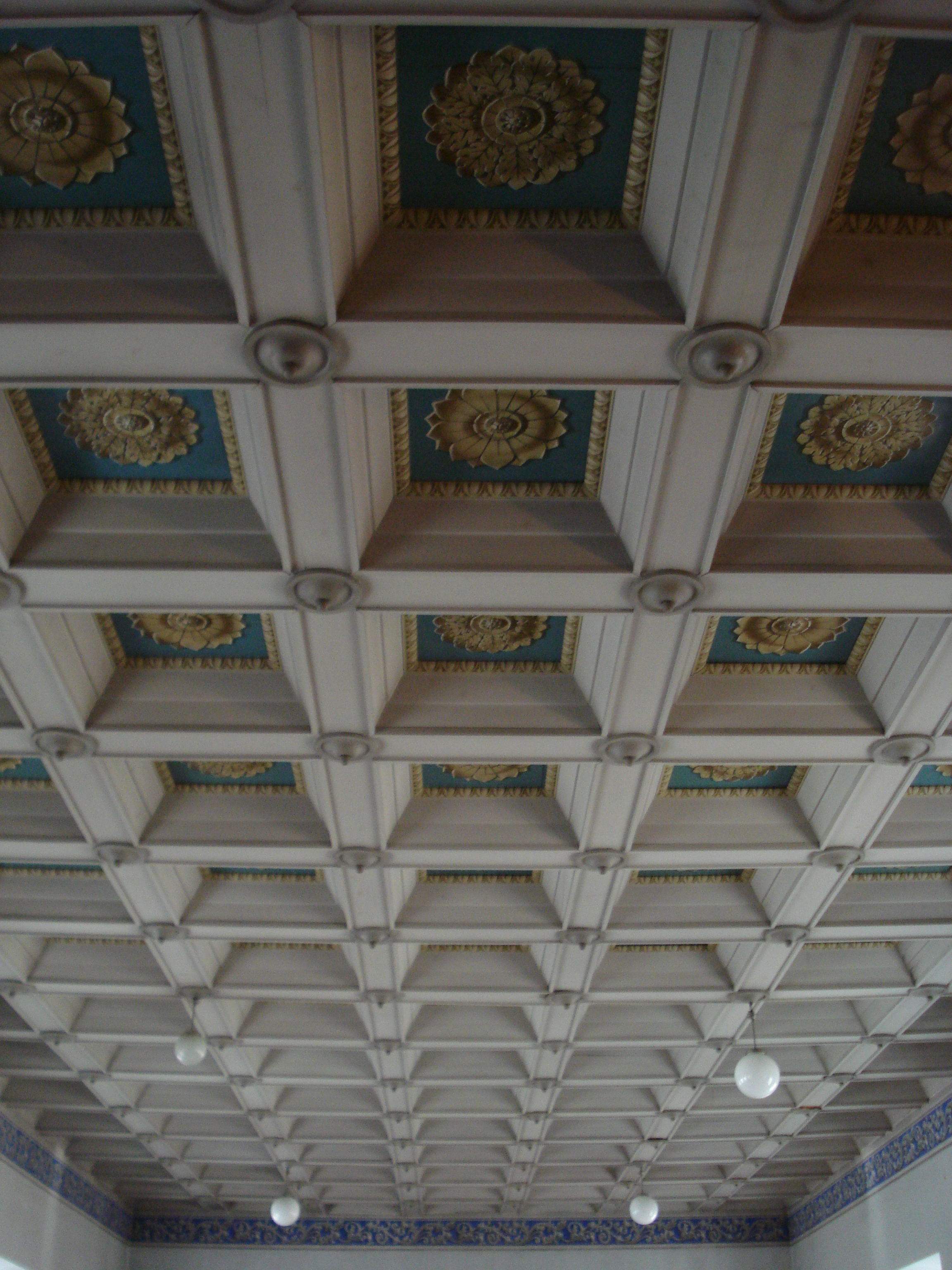
Стеля професорської читальні в бібліотеці Вільнюського університету

Кароль Подчашинський перебудував інтер'єр Аули (Колонного залу) в будівлі університету. Іншою роботою Подчашинського в якості архітектора інтер'єрів стала професорська читальна зала на третьому поверсі в бібліотеці Вільнюського університету. Ще в 1806 році архітектор імператорського Віленського університету Міхал Шульц реконструював це приміщення в залу для мінералогічного музею. У 1819-1822 роках К. Подчашинський створив стелю з глибокими кесонами з розетами та фриз з орнаментом листя аканта на синьому тлі. Зафарбований пізніше фриз відновив при реконструкції в 1919 році професор Університету Стефана Баторія Фердинанд Рущиц. Ще пізніше, в 1970 році, декор зали був відновлений, й стінам повернули початковий сірий колір.
До найвизначніших робіт Кароля Подчашинського в ансамблі Вільнюського університету історики архітектури відносять реконструкцію костелу святих Іванів у Вільно. У 1826 році він створив цілу низку нових елементів інтер'єру (зокрема, дерев'яний амвон, прикрашений позолоченим різьбленням, й інші). У 1827-1829 роках Подчашинський перебудував південний фасад костелу святих Іванів (нині розташований на вулиці Швянто Іона у Вільнюсі, Švento Jono g.), у стилі пізнього класицизму. У площині фасаду були виділені два яруси, нижній членувався нішами, верхній — парами арок між пілястрами. Центр акцентований портиком із чотирма коринфськими колонами. Істотні зміни були внесені Подчашинським в інтер'єр костелу. Таким чином, храм, архітектурний вигляд якого сформувався в епоху готики і бароко, був доповнений елементами класицизму. Крім того, за проектом Подчашинського, у північній наві храму в 1828 році був встановлений пам'ятник ректору Ієроніму Стройновському.

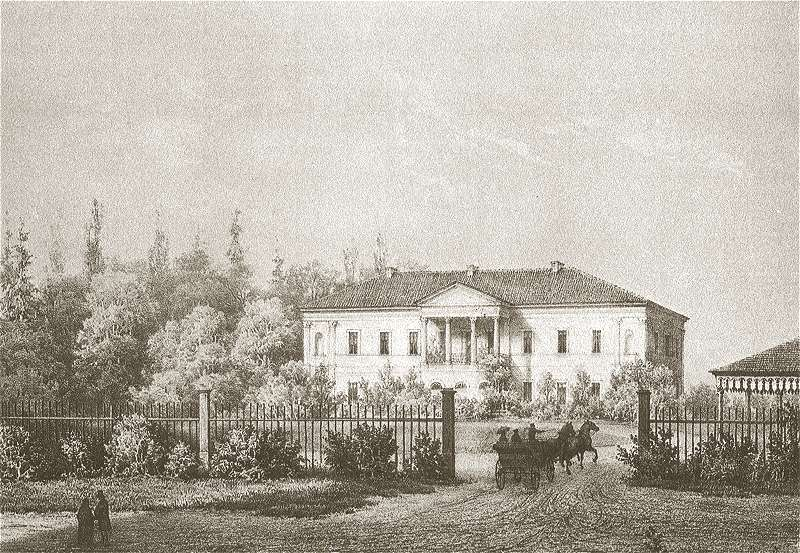
Наполеон Орда. Садиба в містечку Яшунай (Литва)

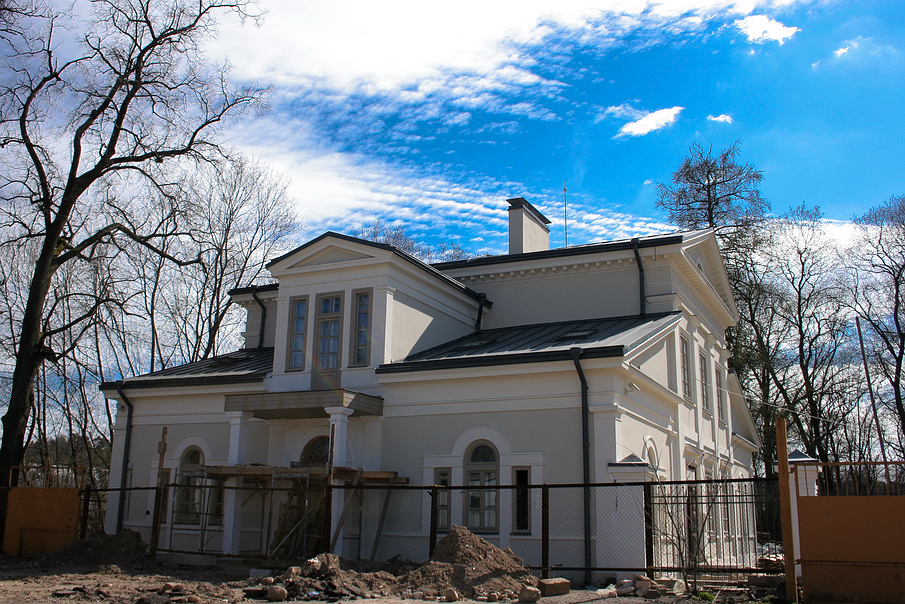
Палац в Тускуленах

Реконструював також інші будівлі, які належали університету, простосовуючи їх для його потреб.
Проектував палац садиби Міхала Балінського в містечку Яшунай (Литва) (1824-1828) і палац в Тускуленах, будівлі гімназій в Слуцьку і Кам'янці (Білорусь).
Найбільш вдалим його твором вважається пам'ятник пізнього класицизму — євангелістсько-реформатська церква у Вільно на вулиці Завальній (нині Пилімо; Pylimo g.) Була спроектована в 1829 році, побудована в 1830-1835 роках. За радянських часів у цій будівлі розташовувався кінотеатр «Хроніка» („Kronika“).

## Теоретична спадщина
Кароль Подчашинський — автор першого в Литві підручника теорії архітектури «Основи архітектури для академічної молоді» (польською мовою; т. 1-3, Вільно, 1828-1857), статей про викладання архітектури, догляду за садами і парками, про свого вчителя Л. Вавжинця Ґуцевича.